# Copelatus jarrigei
Copelatus jarrigei es una especie de escarabajo buceador del género Copelatus, de la subfamilia Copelatinae, en la familia Dytiscidae. Fue descrito por Legros en 1954.